# Biskói komptragédia

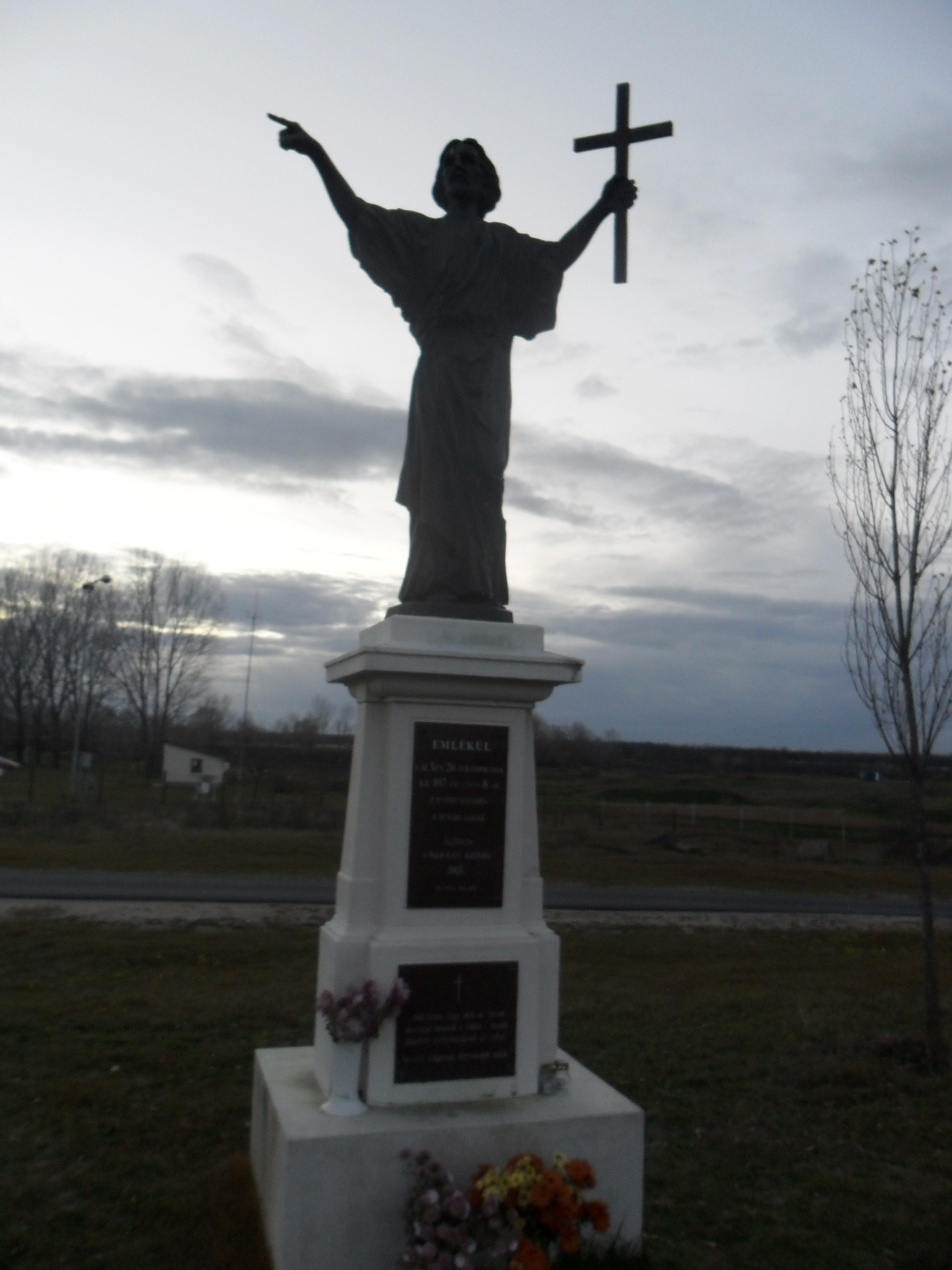
A komptragédia áldozatainak emlékére emelt Jézus-szobor a paksi Duna-parton (Farkas Pál, 2000)

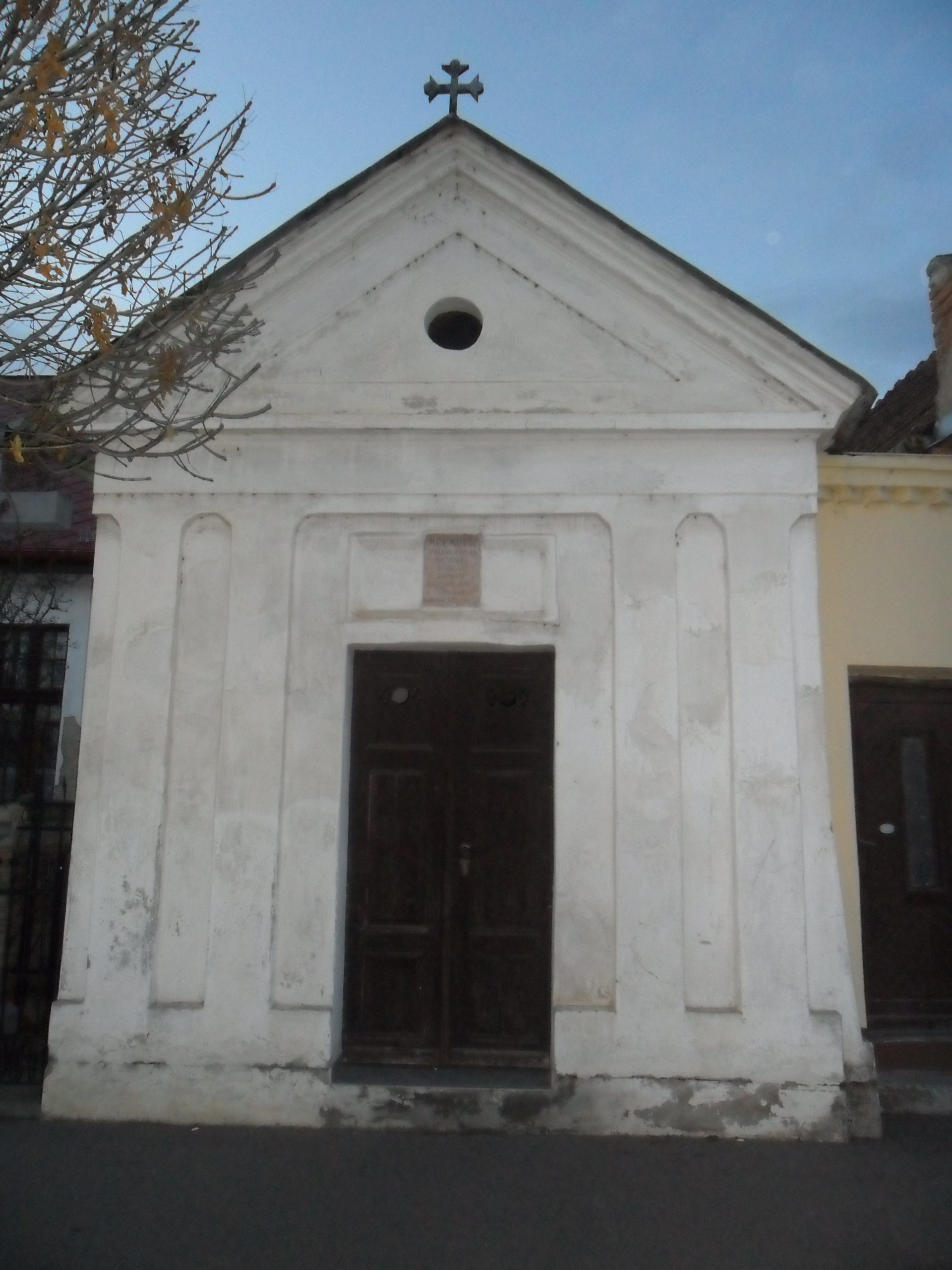
A paksi Szent Vendel-kápolna

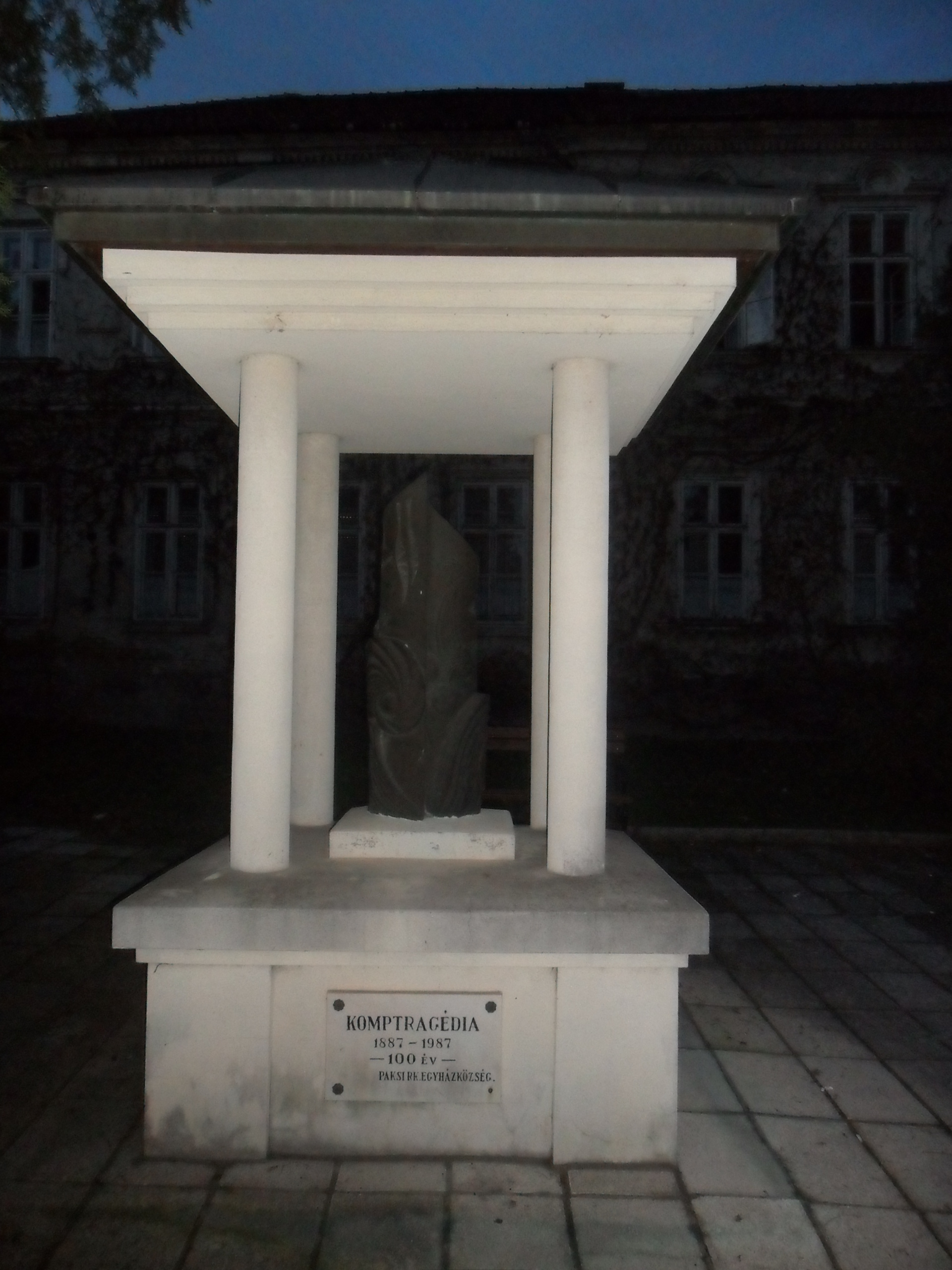
A tragédia 100. évfordulójára állított paksi emlékmű

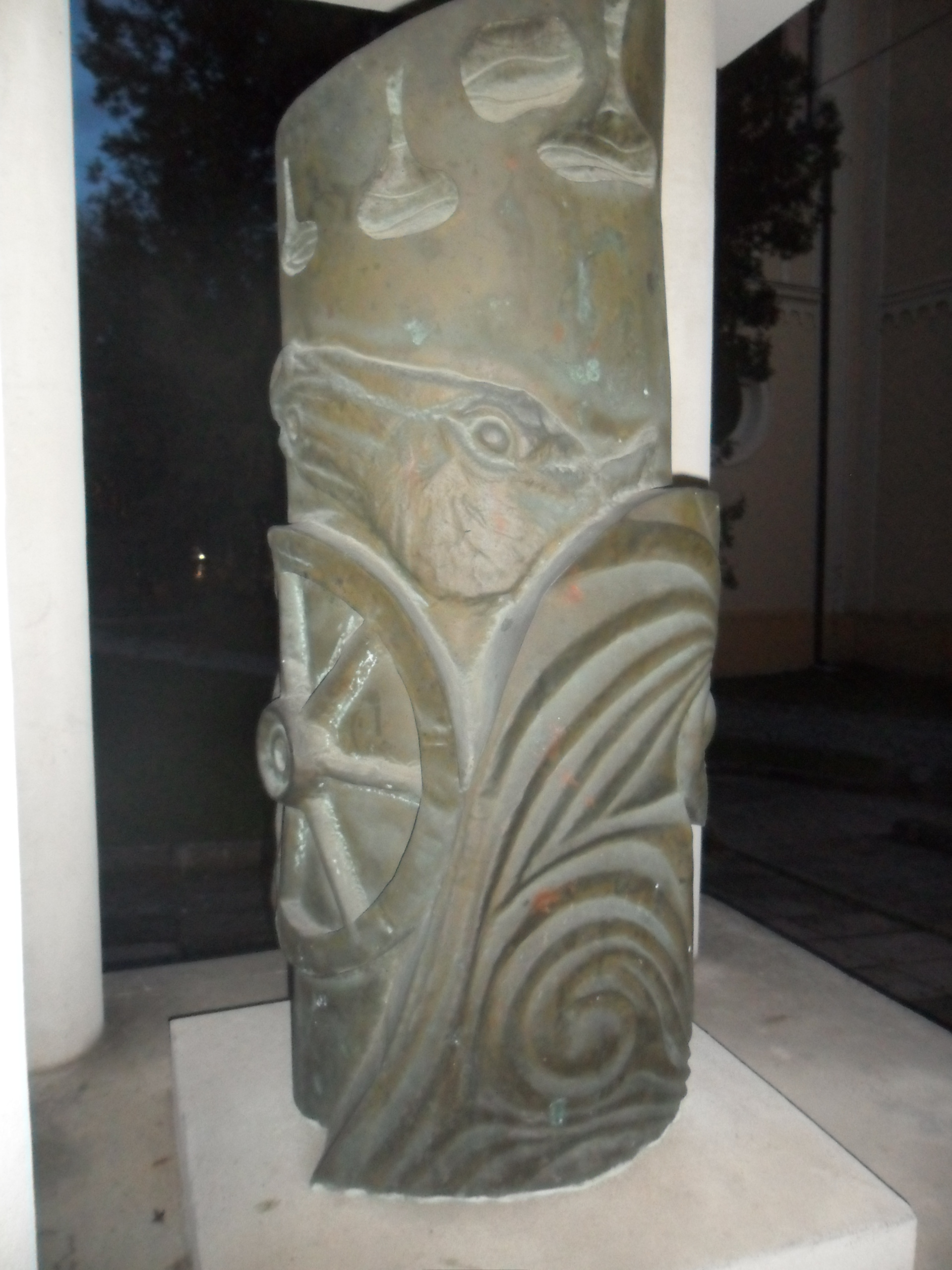
Az emlékmű közelebbről

A biskói komptragédia 1887. június 18-án következett be, és 216 halálos áldozatot követelt. Ma is Magyarország legtragikusabb vízi katasztrófái között tartják számon.
A baleset helyszíne az azóta megszűnt biskói rév volt Paks déli részén, ahonnan Szent-Benedekre, a mai Dunaszentbenedekre jártak a kompok.

## A tragédia
A szerencsétlenség napján a paksi katolikus hívek – akkor már ötödik éve – nagy számban indultak Kalocsára, Jézus Szent Szíve búcsújára, Spiesz János paksi apátplébános és Varga Károly kántortanító vezetésével. A több száz fős csoport a paksi Szent Vendel-kápolnától  indult reggel hétkor. A búcsúra nagyrészt gyermekek, nők és munkások tartottak. A felső, zádori révet egy századnyi huszár vette igénybe, akik országgyűlési választások biztosítására igyekeztek a folyó bal partjára. Az alsó révnél egy rozoga, régi, fenyőfából összetákolt komp várt az átkelőkre. A Duna partján a kalocsai néphez csatlakoztak a dorogi búcsúsok is, Kiskunhalasra igyekvő kereskedők és a plébánost szállító kétlovas fiáker. A dereglye vontatására egy lovat vittek magukkal a révészek is. Amint mindenki felszállt, a kompot ellökték a parttól.
Aznap a hőmérséklet 12,4 °C volt, a szél járása pedig meghaladta az óránkénti 22 kilométeres sebességet. Az erős légmozgás és a Duna nagy sodrása mellett a nagy terhelés a felhajtót erősen a parthoz szorította, így a komp nem tudott elindulni. Az utasok a folyó felőli oldalra mentek, s így a komp elindulhatott. Az emberek megijedtek, s a vízszintnél magasabban helyezkedő oldalra szaladtak, ennek következtében a komp megbillent. Ezáltal a hajótest ingadozni kezdett és megtörtént a tragédia. Az úszómű süllyedni kezdett, a parttól mindössze pár méterre. Páran beleugrottak a Dunába és kiúsztak, az erős sodrás azonban egyre beljebb vitte a dereglyét. Sokan vízbe ugrottak, estek vagy a süllyedő komp oldalába kapaszkodtak. A környékbeli halászok és vízimolnárok csónakba vágták magukat, hogy a fuldoklókon segítsenek. A folyamba esettek többsége azonban nem tudott úszni, ezért egymásba próbáltak kapaszkodni. Így viszont a lehető legrosszabb dolog történt: az úszni tudókat is a mélybe rántották. A szerencsétlenül jártak segítségére többen igyekeztek, de a biztos halál elől menekülni próbálók közülük is sokakat a vízbe fullasztottak. A szemtanúk szerint a menekülők egymásról a húst is letépve, borzalmas kínok között próbáltak szabadulni, tekintet nélkül barátjukra-rokonukra. A kántortanító a tanítványait mentette, amíg végül a hullámsírban lelte halálát. Az áldozatokhoz képzett orvosok elég későn tudtak odaérni, a fejetlenség miatt. A sérültek ellátásáról dr. Somogyi Zsigmond, dr. Szinger Lipót és Paks elöljárói gondoskodtak. A falu népe kétségbeesetten kereste a kiterített halottak között hozzátartozóit. A szél átjárta a vizes ruhában megmenekülteket, közülük ezért sokan pár nappal később tüdőgyulladásban haltak meg. Az árvák számára országos gyűjtésen mintegy ötven forint folyt be.
A szerencsétlenség után még napokig kerültek elő holttestek, folyamatosan temették őket, a családokat közös sírba helyezték. A katasztrófa emlékére a paksi épülőben lévő templomot Jézus Szent Szíve tiszteletére szentelték fel.

### Okok
A tragédia okaira két verzió született. Az egyik az, hogy mivel régi volt a komp, kilyukadhatott az alja, ennek ellentmond az egy hónappal később készült hivatalos alispáni jelentés, mely szerint a komp nem sokkal a baleset előtt lett kijavítva. A másik, ami valószínűbb, hogy túl sokan szálltak fel rá, s ezzel túlterhelték. Több fordulónyi ember gyűlt össze a parton, akik átszállításukra várakoztak. A vizsgálatok alapján kiderült, hogy a kompon a megengedett 150 helyett közel 300-400 ember tartózkodott a tragédia pillanatában. A révbérlő azt vallotta: figyelmeztette a kompra felszállókat, hogy annyi embert nem bír el a komp. A kormányos ezzel szemben azt állította, hogy ő figyelmeztette a révbérlőt, de az úgy válaszolt, hogy mivel most lett kijavítva a komp, meg lehet próbálni, kibírja-e a terhet. Terhelhetősége 17 736,6 kilogramm volt. A túlterheltség mértékét azonban nem lehet meghatározni, mert nincs pontos számadat arra, hogy hányan tartózkodtak rajta. Csupán abban lehetünk biztosak, hogy a megengedettnél jóval többen voltak a 10-15 méter hosszú és 5-6 méter széles réven.

## Statisztikai adatok
A tragikus baleset napjáról különböző statisztikai adatok születtek. 
A búcsúsok közül a kompon tartózkodott 399 fő, ebből a Dunába veszett 216 fő, megmenekült 183 fő.

### A vízbefúltak száma életkor szerint
- 1 éven aluli csecsemő: 4
- 10-15 év közötti gyermek: 46
- 15-20 év közötti ifjú és leány: 19
- 20-40 év közötti: 44
- 40-50 év közötti: 32
- 50-60 év közötti: 29
- 60-70 év közötti: 22
- 70 éven felüli: 13
- Ismeretlen korú: 7

Ebből férfi 35, nő 181 fő
Az áldozatok névsorát többen is összeírták, azonban itt is fel lehet fedezni eltéréseket. A halotti anyakönyv alapján 247 főt sikerült azonosítani.
A tragédia nyomán több mint 150 gyermek maradt árván.
Három várandós asszony is tartózkodott a hajón. Mind a hárman megszülték gyermeküket, de ők is, és a magzatok is odavesztek. Így az áldozatok száma összesen: 250 fő.

## Az áldozatok névsora
A paksi római katolikus plébánia anyakönyveiben 180 áldozatot sorolnak fel. Ezt a számot erősíti meg a az alispáni jelentés is (Bár a plébániai feljegyzésekben feltüntetnek 2 elhunytat, akiket 1888-ban temettek el, tehát az 1887. augusztusi jelentésben nem szerepelhettek). Az 1887. augusztus 17-én kelt alispáni jelentés szerint összesen 377-en voltak a komp fedélzetén, ebből megmenekült 182, 180-at már eltemettek és további 15-öt eltűntként tartottak nyilván.
Június 19-én eltemetettek
- Hum Antalné Ackerman Erzsébet (sz. 1839, házasodott 1860)
- Hirsch Jakabné Arnold Magdolna, özvegy (sz. 1837, házasodott 1858)
- Ács Mária (Ács István Ruzsa Erzsébet lánya, sz. 1857)
- Perger Mihályné Apert Rozália (sz. 1831, házasodott 1850)[8]
- Steinczhorn Miklósné Arnold Katalin (sz. 1845, házasodott 1865)
- Feil Péterné Bach Anna (sz. 1850, házasodott 1869)
- Bach Teréz (Bach Sebestyén és Hag Margit leánya, sz. 1871)
- Hanczinger Mártonné Brezovszki Margit  (sz. 1836, házasodott 1860)[9]
- Beheimhuber Mária (Behemhuber József és Schwilla Franciska leánya, sz. 1874)
- Kródi Jánosné Berger Katalin (sz. 1835, házasodott 1853)
- Bodahelyi Anna (Bodahelyi Antal és Szabó Erzsébet leánya, sz. 1869)
- Resch Ignácné Czug Rozália (38 éves)
- Vajer Ferencné Czimmer Anna (sz. 1865, házasodott 1882)
- Czimmer Katalin (Czimmer János és Kreidenmacher Katalin leánya, sz. 1875)
- Czug Erzsébet (Czug János és Patetem/Boszang[10] Karolina leánya, Dunakömlődi származású, 14 éves)
- Német(h) Mihályné Esztergomi Erzsébet (sz. 1859, házasodott 1882)
- Jager Ferencné Feil Erzsébet, özvegy (sz. 1816, házasodott 1834, megözvegyült 1880)
- Feil Magdolna (Feil Ferenc és Kindl Terézia leánya, sz. 1870)
- Czvinker Ferencné Farkas Erzsébet (szül: 1844, házasodott 1864)[11]
- Back Lőrincné Fink Erzsébet (sz. 1819)[12]
- Schaller Jakabné Fritsch Magdolna (Dunakömlődi származású, 33 éves, házasodott 1881)[13]
- Fritz Anna (Fritz Ferenc és Kreidenmacher Katalin leánya, sz. 1877)[14]
- Hingl Jánosné, Gerst Erzsébet, özvegy (sz. 1833, házasodott 1850, megözvegyült 1874)[15]
- Goldschmidt Magdolna (Goldschmidt János és Fehr Terézia fia, sz. 1877))[16]
- Jantner Bálintné Ha(a)g Magdolna  (sz. 1818, házasodott 1837)
- Treszl Jakabné Hanol Éva  (sz. 1836, házasodott 1862)[17]
- Krisztl Jánosné Haaz Magdolna (sz. 1833, házasodott 1850)
- Hingl Ferenc (Hingl Ferenc és Adorján Borbála fia, sz. 1877)
- Kovács Jánosné Homoki Anna (sz. 1841, házasodott 1870)[18]
- Diósi Józsefné Horvát Erzsébet (sz. 1844, házasodott 1885)
- Pub Jánosné  Kern Erzsébet (sz. 1819, házasodott 1843)[19]
- Pup(p) Józsefné Kern Katalin (sz. 1842, házasodott 1861)
- Kindl Magdolna (Kindl János és Pub rozália leánya, sz. 1872)
- Mészáros Györgyné Kiss Rozália (sz. 1859, házasodott 1880)[20]
- Kovács József (Dunaföldvári származású, 51 éves, felesége Raicz Anna)[21]
- Wolf Józsefné Kovács Rozália (sz. 1866, házasodott 1884)
- Fricz Ferencné Kreidenmacher Katalin (sz. 1848, házasodott 1868)
- Pub Mihályné Kreidenmacher Zsuzsanna  (sz. 1828)[22]
- Lacza Borbála (Lacza Péter és Grósz Anna leánya, sz. 1874)
- Magyar Rozália (Magyar András és Retkes Ágnes leánya, sz. 1865)
- Magyar Mária  (Magyar András és Retkes Ágnes leánya, sz. 1875)
- Müller Erzsébet (Müller János és Kern Anna leánya, sz. 1873)
- Szilágyi Mihályné Madács Katalin (sz. 1838, házasodott 1871)
- Mittler Sebestyénné Mittler Terézia (sz. 1825, házasodott 1858?)
- Mart János (Mart József és Schreiber Mária fia, 12 éves)[23]
- Arnold Jánosné Nickl Terézia (sz. 1859, házasodott 1879)[24]
- Jantner Ferencné Nickl Anna (sz. 1833, házasodott 1850)
- Schmidt Pálné Novák Rozália (sz. 1844, házasodott 1869)
- Girst Józsefné Osztermayer Erzsébet (sz. 1844, házasodott 1864)
- Osztermayer Krisztiánné Wayer Terézia (sz. 1821, megözvegyült 1887)
- Pap(p) Mária (Pap Mihály és Resch Anna leánya, sz. 1871)
- Péters(z) Teréz (Peters Ernő és Baljer Terézia leánya, sz. 1875)
- Kindl Jakabné Perger Terézia, özvegy (sz. 1817, házasodott 1831, megözvegyült 1880)
- Stamm Jánosné Pfeffer Veronika (sz. 1861, házasodott 1882)[25]
- Czug Jánosné Potzem Karolina (Dunakömlődi származású, 39 éves)
- Resch József (Makulana Zsuzsanna özvegye, 72 éves)[26]
- Kromer Józsefné Richl Magdolna (sz. 1840, házasodott 1859)[27]
- Khin Józsefné Richl Anna, özvegy (sz. 1842, házasodott 1862, megözvegyült 1881)[28]
- Ricza Gyula (Inczinger Erzsébet fia, sz. 1875, Ricza József adoptálta)
- Hackstock Mártonné Sipos Julianna (Alsószentiváni származású, 51 éves)[29]
- Schnep(p) Éva (Schnepp József és Perger Katalin leánya, sz. 1875)
- Kirchner Mihályné Skara Magdolna (Budapesti származású, 28 éves, házasodott 1881)
- Staft András (Staft Antal és Tenczl Erzsébet fia, sz. 1875)
- Pákolicz Györgyné Schvebl Erzsébet (sz. 1844, házasodott 1868)
- Szakács András (Berki Katalin férje, 76 éves)
- Horváth Györgyné Szilasi Terézia (Dunaföldvári származású, 60 éves)[30]
- Staft Antalné Tenczl Erzsébet (sz. 1835, házasodott 1864)
- Tomolik Mária (Tomolik József és Eberlin Terézia leánya. sz. 1871)
- Vác(z) Ádámné Tumpek Anna (sz. 1836, házasodott 1858)
- Tumpek Ferenc (Tumpek Ferenc és Wajer Terézia leánya, sz. 1877)
- Ruf(f) Ferencné Tumpek Katalin (sz. 1837, házasodott 1855)
- Vas(s) György (sz. 1816, felesége Molnár Erzsébet)
- Vác(z) Teréz (Vácz Mihály és Hag Erzsébet leánya, sz. 1869)
- Vajer Éva (Vajer András és Pub Anna leánya, sz. 1860)
- Vajer Katalin (Vajer Antal és Tumpek Katalin leánya, sz. 1876)[31]
- Payerli Ferencné Vajer Katalin (sz. 1823,  házasodott 1841)[32]
- Vajer Katalin (Vajer Márton és Jager Anna leánya, sz. 1874)[33]
- Wéber Magdolna (Weber József és Gard Magdolna leánya, sz. 1865)
- Weigerding Teréz (Weigerding István és Schmidt Katalin leánya, sz. 1873)
- Weisz Péterné Weingartner Erzsébet  (sz. 1819, házasodott 1839)
- Weisz Péter (sz. 1818, házasodott 1839, felesége Weingartner Erzsébet)
- Weisz Rozália (Weisz Ferenc és Hanol Terézia leánya, sz. 1875)
- Véhmann János (Vehmann János és Brandtner Magdolna fia, sz. 1872)[34]
- Ruf(f) Jánosné Wolf Julianna (sz. 1847, házasodott 1869)
- Halász Zsigmondné Derecskei Erzsébet, özvegy (Szekszárdi származású, 63 éves, házasodott 1853, megözvegyült 1886)
- Vajer Ferencné Feil Terézia, özvegy  (sz. 1866, házasodott 1881, megözvegyült 1885)
- Schmidt (Szendi) Ádámné Goldschmidt Terézia, özvegy (sz. 1812, házasodott 1838)
- Gautschek Andrásné Benyeczki Veronika (47 éves)
- Fei(d)t Ádám (30 éves, Tiger Katalin férje, házasodott 1877)
- Fei(d)t Ádámné Tiger Katalin (28 éves, Tiger Katalin férje, házasodott 1877)
- Kriezer Erzsébet (Kriezer János és Majer Anna leánya, sz. 1873)
- Grósz Jánosné Spi(e)sz Katalin, özvegy (sz. 1818, megözvegyült 1874)
- Hanol Ferencné Esztergomi Erzsébet, özvegy (sz. 1827, megözvegyült 1885)
- Osztermajer Jánosné Fehr Magdolna, özvegy (62 éves)[35]
- Szilágyi Júlia (Szilágyi Mihály és Laki Katalin leánya, sz. 1879)
- Szabó Ferencné Treszl Franciska (50 éves)
- Hum Ádámné Hertrich Magdolna (56 éves, házasodott 1861, megözvegyült 1873)[36]
- Till Teréz (Till Ferenc és Haaz Erzsébet lánya, 38 éves)
- Vida Istvánné Krizák Julianna, özvegy (sz. 1820, megözvegyült 1874)
- Wolf József (Wolf József és Fricz Erzsébet fia, sz. 1877)
- Till Erzsébet (Till Ferenc és Haas Erzsébet hajadon leánya, Vácz Ferenc Sógornéja, sz. 1844)

Június 20-án eltemetettek
- Berlinger Anna (Hőgyészi származású, 29 éves)
- Bekker Terézia (Bekker Ádám és Schmidt Magdolna leánya, sz. 1874)
- Grósz Jánosné Czwicker Anna (sz. 1844, házasodott 1864)[37]
- Tumpek Ádámné Girst Éva, özvegy (sz. 1825, házasodott 1841, megözvegyült 1883)
- Hirt Jánosné Girst Mária (sz. 1853, házasodott 1871)
- Hanol Erzsébet (Hanol József és Jager Erzsébet leánya, sz. 1875)
- Hirt János (Hirt János és Girst Mária fia, sz. 1876)
- Pum(m)erschein Jakabné Kern Katalin, özvegy (sz. 1811, házasodott 1829, megözvegyült 1877)[38]
- Kern Kálmán (Kern József és Osztermajer Erzsébet fia, sz. 1877)
- Markovics Mihály (43 éves, felesége Polgár Anna)
- Német(h) János (Német Imre és Herczog Anna fia, sz. 1874)
- Német(h) Mária (Német Ferenc és Horvát Katalin leánya, 26 éves)
- Feith Józsefné Nepp Magdolna (sz. 1840, házasodott 1862)[39]
- Weisz Józsefné Pfeffer Katalin, özvegy  (sz. 1829, házasodott 1849, megözvegyült 1873)
- Kovács Józsefné Spitz Terézia (sz. 1837, házasodott 1859)[40]
- Saller Mihály (Saller Jakab és Fritsch Magdolna fia, sz. 1881)[41]
- Weisz Ferenc (Weisz Jakab és Till Mária fia, sz. 1874)

Június 21-én eltemetettek
- Birtner Mihály (Dunakömlődi származású 33 éves)[42]
- Vitt Antalné Eisenberger Éva (sz. 1854, házasodott 1876)
- Kern Jánosné Fritz Terézia  (sz. 1858, házasodott 1876)[43]
- Feit Rozália (Feit József és Nep Magdolna leánya, sz. 1873)[39]
- Wéhmann Mihályné Ha(a)g Katalin (sz. 1837, házasodott 1855)
- Back Jánosné Hanol Margit, özvegy (sz. 1817, házasodott 1838, megözvegyült 1875)
- Hum Anna (Hum józsef és Goldschmidt Anna leánya, sz. 1871)
- Varga Jánosné Jakobovits Jusztina (sz. 1825, házasodott 1846)
- Kern Erzsébet (Kern Ádám és Pfeffer Terézia leánya, sz. 1880)
- Kern Katalin (Kern Ferenc és Fritz Katalin leánya, sz. 1872)
- Czimmer Jánosné Kreidenmacher Katalin (sz. 1845, házasodott 1864)[44]
- Kovács Györgyné Lengyel Anna (Alsószentiváni származású, 65 éves)
- Nagy Istvánné Mayer Erzsébet (sz. 1835, házasodott 1859)
- Herczeg Jánosné Müller Anna, özvegy (sz. 1821)
- Homoki Lőrincné Sádl Julianna (46 éves, házasodott 1861)[45]
- Juhász Jánosné Schmidt Terézia (sz. 1859, házasodott 1883)[46]
- Kovács Józsefné Tímár Anna (sz. 1859, házasodott 1880)[40]
- Vác(z) Anna (Vácz Ádám és Tumpek Anna leánya, sz. 1876)
- Majer Jánosné Haagh Mária (szül: 1821, megözvegyült 1868)[47]

Június 22-én eltemetettek
- Girst Pál (Girst József és Osztermajer Erzsébet fia, sz. 1877)
- Hoffer Antalné Heger Mária (Szedresi származású, 45 éves, házasodott 1870)
- Szilágyi Teréz (Szilágyi Mihály és Madács Katalin leánya, sz. 1876)
- Varga Károly (Zentai származású, tanító, honvéd, sz. 1861)
- Weisz Antal (Weisz Antal és Khin Erzsébet fia, sz. 1849)

Június 23-án eltemetettek
- Brokhauser József (felesége Arnold Terézia, sz. 1861, házasodott 1884)
- Kindl Ferenc (felesége Müller Mária, sz. 1837, házasodott 1869)
- Kholmann Erzsébet (Kholmann János és Kern Anna leánya, sz. 1867)
- Lacza András (Lacza István és Német Katalin fia, Cseresnyési (Paks) származású, sz. 1872)
- Hum Jakabné Müller Terézia (sz. 1847, házasodott 1867)

Június 24-én eltemetettek
- Nepp Jánosné Leimgruber Rozália (sz. 1816, özvegy 33 éve)
- Kern Ádámné Pfeffer Terézia (sz. 1857, házasodott 1877)
- Till Magdolna (Till Ferenc és Bach/Pach Teréz leánya, sz. 1875)
- Borsi Józsefné Vitus Julianna (sz. 1835)

Június 25-én eltemetettek
- Nickl Erzsébet (Nickl András leánya, 12 éves)
- Pákolicz János (Pakolicz György és Schwabl Erzsébet fia, sz. 1874)[48]
- Nickl Erzsébet (Nikl András és Leber Rozália leánya, sz. 1875) (feltehetően kétszer anyakönyvezték)

Június 26-án eltemetettek
- Büttl Antal (Kern Mária özvegye, Dunakömlődi származású, 59 éves)
- Feil Mátyásné Hahn Katalin  (sz. 1815, megözvegyült 1863)  [49]
- Girst Antal (Girst Antal és Krisztl Mária fia, sz. 1876)
- Kovács János (Kovács János és Varga Anna fia, sz. 1864)[50]
- Lacza Istvánné Német(h) Katalin (sz. 1840, házasodott 1859)

Június 27-én eltemetett
- Ledneczky Zsófia (Ledneczki József és Mohai Éva leánya, 11 éves)

Június 28-án eltemetettek
- Weisz Ferencné Ackerman Éva (sz. 1854, házasodott 1878)
- Esztergomi József (Esztergomi Pál és Vas Mária fia, sz. 1876)
- Girst Jánosné Kern Ilona (sz. 1832, házasodott 1848)

Június 29-én eltemetettek
- Kern Ferencné Ackerman Magdolna (sz. 1838, házasodott 1856)
- Weisz Erzsébet (Weisz János és Wolf Erzsébet leánya, sz. 1875)

Július 1-jén eltemetett
- Kristyán Jánosné Győri Mária, özvegy  (sz. 1839, házasodott 1864?, megözvegyült 1879)

Július 2-án eltemetett
- Nun Antalné Hermann Anna, özvegy (sz. 1826, házasodott 1845, megözvegyült 1886)
- Somogyi Júlia (Somogyi Mihály és Süveges Rozália leánya, sz. 1854)

Július 3-án eltemetettek
- Bach Ferencné Bősz Terézia  (sz. 1866)

Július 7-én eltemetettek
- Hastock Gyula (Alsószentiváni származású, Hastock Márton és Sipos Julianna fia, 12 éves)[29]
- Osztermayer Katalin (Osztermayer Krisztián és Ackermann Magdolna leánya, sz. 1877)
- Tumpek Ádámné Wolf Éva, özvegy (sz. 1836, házasodott 1853, megözvegyült 1878)

Július 12-én eltemetettek
- Pup(p) Ferenc (Pup György és Krizer Katalin fia, sz. 1868)

Július 16-án eltemetettek
- Posztós Andrásné Benedeczki Katalin (sz. 1843, házasodott 1865)

Július 30-án eltemetettek
- Berlinger Katalin (Berlinger Anna leánya, sz. 1879)

Augusztus 3-án eltemetettek
- Nickl Andrásné Spisz Magdolna (sz. 1829, házasodott 1847)

Augusztus 6-án eltemetettek
- Madács Mihályné Horváth Rozália (sz. 1853, házasodott 1875)

Augusztus 14-én eltemetettek
- Feil Mihályné Ackermann Terézia (23 éves, házasodott 1883)

- 1888. május 25-én eltemetett: Patai Anna (Patai János és Balala Anna leánya, sz. 1870)
- 1888. július 9-én eltemetett (Csanádon): Grósz Pálné Irkum Mária (sz. 1860, házasodott 1880)

A dunaszentbenedeki római katolikus anyakönyvben is található egy áldozat, Vas István (51 éves, Szalai Erzsébet férje), akit Szentbenedeken temettek el, június 22-én.
A fentieken kívül Beregnyei Miklós az alábbiakat is az áldozatok közé sorolja. (Sokak esetében olyan névalak szerepel, amelyekhez hasonló megtalálhatók a plébánia anyakönyveiben is. Például Gautschek Andrásné, ill Kauschek Andrásné, Gindl Jakabné ill. Kindl Jakabné. Pár estben leánykori és férjezett néven is szerepelnek áldozatok, például Borsi Józsefné Vitus Julianna).
| - Akkerman Erzsébet - Akkerman Ferencné - Arnold Katalin - Aszvicker Ferencné - Császárné…? - Esztergomi Erzsébet - Feil Katalin - First Pál - Fricz Anna - Fricz Erzsébet - Fricz Ferencné - Gindl Ferenc - Gindl Jakabné - Gindl Magdolna - Gindl Teréz - Haasz Magdolna - Hand Erzsébet | - Hansz Magdolna - Hencz István - Hencz János - Hierenc…? 10 éves ? - Hingl Jánosné - Hingl Jánosné özv. - Horváth Erzsébet - Horváth János - Kauschek Andrásné - Komlóssy…? - Kovács Istvánné - Krámer Józsefné, sz. Reichl - Kreidenmacher Zsuzsa - Kromer József - Lacza Anna - Lacza Andrásné - Ledneczky János | - Lehngruber Rozália - Lekosek József - Mayer Ferencné özv. - Mayer Györgyné - Mayer Katalin - Németh Imre lánya - Osztermayer Teréz - Pach Lőrinc - Pach Teréz - Pákolicz Katalin - Papp Józsefné - Schuller Józsefné - Schnebl Erzsébet - Staft Antal - Szendy Józsefné özv. - Szigeti Mihályné - Szücs János | - Táncsis Jánosné özv. - Thern István - Tieger Katalin - Tímár Anna - Tóth István - Treszli Franciska - Tumpek Teréz - Vajer Magdolna - Vajer Rozália - Varga István - Varga Józsefné - Vitus Júlia - Weisz Anna - Weisz István - Weisz Vilmosné - Weisz Jánosné |